# ریسوز
ریسوز (به فرانسوی: Reyssouze) یک کمون در فرانسه است که در Canton of Pont-de-Vaux واقع شده‌است.

## خصوصیات
ریسوز ۹٫۵۴ کیلومترمربع مساحت و ۹۰۵ نفر جمعیت دارد و ۱۹۷ متر بالاتر از سطح دریا واقع شده‌است.